# Giorgio di Borbone-Parma
Giorgio di Borbone-Parma (Milano, 20 maggio 1900 – Trebeshina, 19 marzo 1941) è stato un principe e militare italiano.

## Biografia
Giorgio Marco León di Borbone-Parma nacque a Milano il 20 maggio 1900, dalla relazione tra il pittore fiorentino Filippo Maria Folchi-Vici (1861 - 1947) con la principessa Elvira María Teresa Enriqueta di Borbone e Borbone-Parma (1871 - 1929) da cui ebbe altri due figli, i gemelli León Fulco (1904 – 1962) e Filiberto (1904 – 1968).
Il padre Filippo, già sposato con altri figli, non li ha mai riconosciuti quindi presero il cognome della madre, donna Elvira, che a sua volta era figlia del duca di Madrid Carlo Maria di Borbone-Spagna e di Margherita di Borbone-Parma. Ella, prima della relazione con Folchi, stava per sposare l'arciduca Leopoldo Ferdinando d'Asburgo-Lorena figlio del Granduca di Toscana deposto nel 1859 e per motivi politici il piano fu bloccato dall'imperatore Francesco Giuseppe I. Nel 1896 Donna Elvira fuggì col pittore fiorentino venendo conseguentemente diseredata da suo padre, il duca di Madrid, che la considerava morta. Dovette poi negli anni citare in una causa legale suo padre e i suoi fratelli per il riconoscimento dell'eredita e i titoli della madre scomparsa nel 1893, causa che i tribunali dell'epoca gli diedero ragione.
In precedenza aveva prestato servizio come volontario nella prima guerra mondiale arruolandosi appena diciassettenne nel 68º reggimento fanteria come soldato semplice. Promosso sottotenente passò nel 164º fanteria venendo congedato nel 1919. Fu richiamato a domanda l'anno seguente in Alta Slesia con il contingente italiano rimanendovi fino al 1922, anno in cui fu ricollocato in congedo col grado di Tenente.
Trasferitosi a Parigi dalla madre per completare gli studi, rientrò poi in Italia venendo assunto dall'Ente del Turismo Provinciale di Roma.
Nel 1935 partì volontario nella 221 Legione Camicie Nere della Divisione "Tevere" in Africa Orientale nella guerra per la conquista dell’Etiopia rientrando in Italia nel 1936. Successivamente posto in congedo, quando l'Italia entrò in guerra il 10 giugno 1940, chiese nuovamente di essere arruolato venendo impiegato con il grado di Capitano nel 16º reggimento fanteria ottenendo di essere poi trasferito al 31º Reggimento fanteria "Siena".

Tomba del Principe Giorgio di Borbone-Parma a quota 731 di Monastero nei pressi del Monte Trebeshina in Albania.

Il 19 settembre 1940 s'imbarcò alla volta dell’Albania, da dove, nell’ottobre successivo, prendeva parte alle operazioni belliche contro la Grecia sul fronte greco-albanese.
Venne insignito della Medaglia di Bronzo al valore militare per le ferite riportate il 24 novembre 1940 durante i combattimenti sul Monte Gelli, dove durante un attacco delle forze armate greche, in un momento cruciale della battaglia, alcuni reparti del 31º Fanteria rischiavano di essere travolti dalla furia avversaria. Benché ferito riordinava i suoi soldati e li spingeva al contrassalto riuscendo ad evitare ben più gravi conseguenze. Ripresosi dalle ferite, al Principe di Borbone venne offerto un incarico di comando nelle retrovie, ma rifiutò e volle nuovamente essere impiegato in prima linea.
Nel frattempo il fronte si era impantanato nella località di Quota 731, che invano era stata a più riprese attaccata dai soldati della 47ª Divisione Bari. La notte tra il 13 e 14 marzo i reparti della Bari riuscirono ad occupare la Quota 731 di Monastero, ma dopo qualche ora furono obbligati a ritirarsi per i violenti concentramenti di fuoco avversari che sconvolgono profondamente la limitata ampiezza della quota. Nel pomeriggio del 14 marzo vi fu un nuovo tentativo di impadronirsi di Quota 731, ma senza grandi risultati.
Morì in combattimento il 19 marzo 1941 a Quota 731 di Monastero, collina nei pressi del monte Trebeshina in Albania, quando i comandi italiani decisero un nuovo attacco, ma questa volta appoggiato anche da reparti di carri armati, il cui compito sarebbe stato quello di irrompere con irruenza nello schieramento avversario, cercare di scompaginarlo e creare confusione, in attesa dell’arrivo del grosso delle fanterie lanciate all’assalto. Il Principe fu il primo ad irrompere nello schieramento avversario e riuscì con i suoi uomini ad occupare la posizione nemica. Ma l’arrivo dei rinforzi fu vana perché più a valle i Fanti della Divisione Bari vennero inchiodati dal fuoco dell’artiglieria greca.
Impossibilitati a continuare nell'avanzata, non poterono far altro che ripiegare sulle posizioni di partenza. Continuò la lotta contro i militari Greci che avanzavano, fino all'esaurimento di tutte le munizioni e le bombe a mano che aveva a disposizione, quando un colpo di fucile lo colpiva alla testa uccidendolo all’istante.

### Matrimonio e discendenza
Si sposò il 29 dicembre 1931 a Parigi con Marie Germaine Pilard (nata a Le Magné comune di Mers-sur-Indre in Francia il 23 marzo 1894, figlia di Eugène e Marie Fauchère) e da cui ebbe una figlia:
- Beatrice Elvira Giorgetta di Borbone (nata a Courbevoie il 27 gennaio 1931), conosciuta semplicemente come Beatrice di Borbone e nota stilista e titolare dell'omonimo atelier di alta moda a Roma.[8][9][10][11]